# Blood Brothers (comédie musicale)
Pour les articles homonymes, voir Blood Brothers.
Blood Brothers est une comédie musicale avec livret, paroles et musique de Willy Russell. L'histoire inspirée du débat inné et acquis, et  basée sur la trame du livre Les Frères corses, (écrit par Alexandre Dumas en 1844), met en lumière des frères jumeaux Mickey et Eddie. Séparés à la naissance, l'un étant dans une famille riche, l'autre dans une famille pauvre. Les différents environnements emmènent les jumeaux aux extrémités opposées du spectre social, l'un devenant conseiller, l'autre au chômage et en prison. Ils tombent tous les deux amoureux de la même fille, provoquant une rupture dans leur amitié et entraînant la mort tragique des deux frères. Russell dit que son travail est basé sur une pièce de théâtre en un acte qu'il a lu enfant, « à propos de deux bébés échangés à la naissance ... c'est devenu la graine pour Blood Brothers. »
Développée comme une œuvre scolaire, Blood Brothers débute à Liverpool avant que Russell ne la transfère à West End pour une courte période en 1983. La comédie musicale remporte le Laurence Olivier Award de la meilleure nouvelle comédie musicale, et fait une tournée nationale d'un an avant de revenir dans le West End en 1988, où elle est restée au Théâtre Albery pendant 3 ans, transférée au Phoenix Theatre en 1991. La comédie musicale reste plus de 24 ans à l'affiche West End, avec plus de 10 000 représentations. Elle devient la troisième production musicale la plus ancienne de l'histoire du West End. Cloturée en novembre 2012, la comédie musicale s'est jouée avec succès en tournée, à Broadway et ailleurs.

## Productions

### Production originale

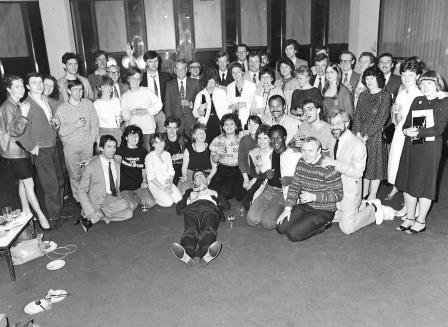
Distribution de en 1983.

Willy Russell a initialement écrit et présenté Blood Brothers comme une pièce de théâtre créée pour la première fois à la Fazakerley Comprehensive School, Liverpool, en novembre 1981, en collaboration avec le Merseyside Young People's Theatre (maintenant fonctionnant sous le nom de Fuse: New Theatre For Young People). Il a ensuite écrit une partition et a développé la comédie musicale pour une production au Liverpool Playhouse, en 1983, avec Barbara Dickson (Mme Johnstone), Andrew Schofield (narrateur), George Costigan (Mickey) et Andrew C. Wadsworth (Eddie). Ce ne fut qu'un succès modeste. Néanmoins, le spectacle a été transféré dans le West End de Londres le 11 avril 1983 au Lyric Theatre et s'est joué jusqu'au 22 octobre 1983, remportant le Laurence Olivier Award de la meilleure nouvelle comédie musicale et un autre prix pour la performance de Dickson. Ceci a été suivi par une tournée britannique de 1984.

### Production West End 1988–2012

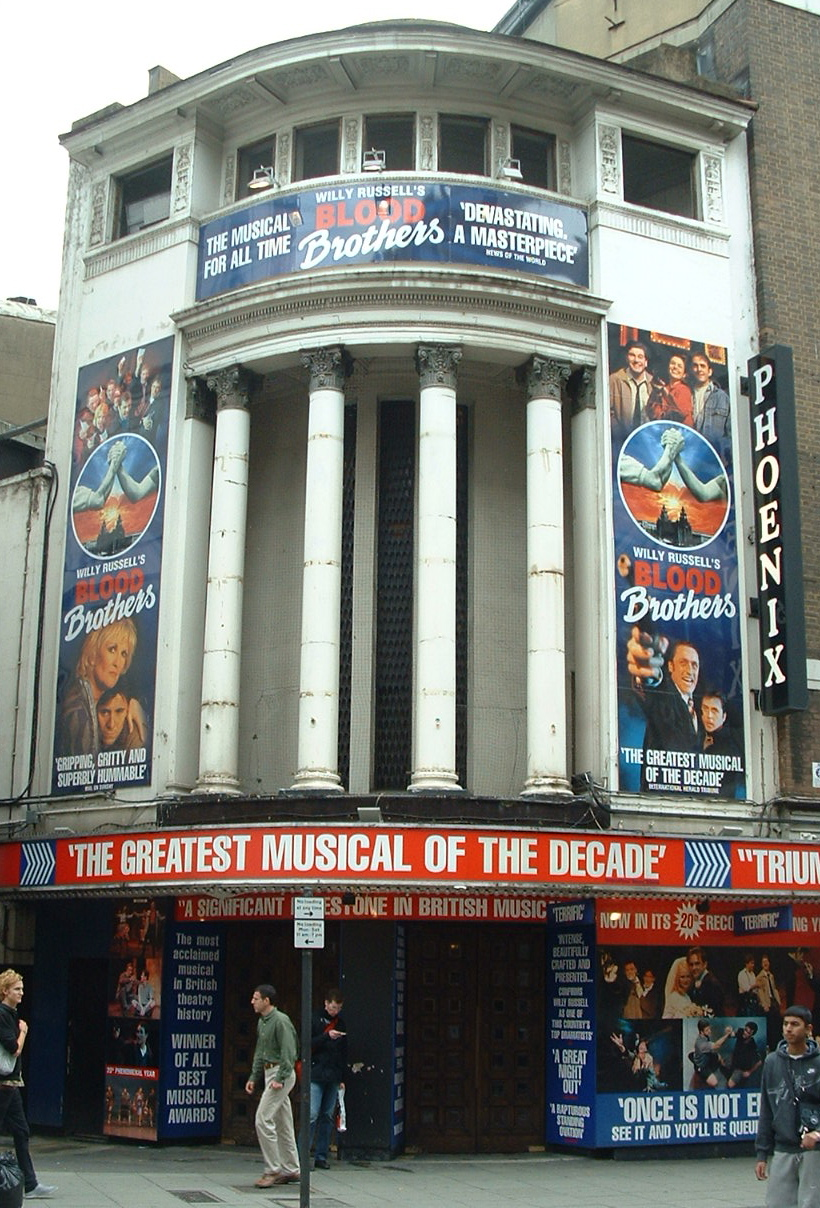
Blood Brothers à l'affiche du Phoenix Theatre en 2007.

La tournée nationale d'un an des Blood Brothers à partir de 1987, produite par Bill Kenwright (et mis en scène par Kenwright et Bob Tomson), avec Kiki Dee dans le rôle de Mme Johnstone, Warwick Evans dans le rôle du narrateur, Con O'Neill dans le rôle de Mickey et Robert Locke dans le rôle d'Eddie menant à un renouveau au Théâtre Albery (maintenant le Théâtre Noël Coward), mis en scène par Tomson, avec la même distribution. O'Neill a remporté un Laurence Olivier Award pour sa performance et Dee a été nommé. Il a ouvert le 28 juillet 1988 et a quitté ce théâtre le 16 novembre 1991. La comédie musicale a été transférée au Phoenix Theatre le 21 novembre 1991, où il a célébré son 10e anniversaire avec une performance de gala le 28 juillet 1998, mettant en vedette Lyn Paul dans le rôle de Mme Johnstone, Keith Burns (Narrateur) Andy Snowden (Mickey) et Mark Hutchinson (Eddie). Le spectacle a terminé sa course West End le 10 novembre 2012. En raison de la fermeture le 27 octobre, il a été prolongé de 2 semaines avec des favoris de retour dans le casting de clôture, y compris Lyn Paul, le narrateur original Warwick Evans, Sean Jones dans le rôle de Mickey, Mark Michael Hutchinson dans le rôle d'Eddie et Jan Graveson dans le rôle de Linda. Il a été joué plus de 10000 fois à Londres, ce qui en fait la troisième comédie musicale la plus ancienne à jouer dans le West End. La tournée au Royaume-Uni s'est poursuivie jusqu'en 2013.
Le rôle central de Mme Johnstone a été joué dans diverses productions par, entre autres, Kiki Dee, Angela Richards, Barbara Dickson, Stephanie Lawrence, Clodagh Rodgers, Lyn Paul, Siobhan McCarthy, quatre des sœurs Nolan (Linda, Bernie, Denise et Maureen), Melanie Chisholm (faisant ses débuts dans le West End et recevant une nomination d'Olivier en 2009), Marti Webb, Vivienne Carlyle, Niki Evans, Amy Robbins, Natasha Hamilton, Helen Reddy, Rebecca Storm, Carole King et Petula Clark. Stephanie Lawrence a joué le rôle plus de fois que quiconque. Mickey a été joué par Con O'Neill, Russell Boulter, Stephen McGann, Paul Crosby, Antony Costa, Stefan Dennis, Andy Snowden, David Cassidy et Michael J.Cook entre autres. Les acteurs notables pour jouer Eddie incluent Mark Hutchinson et Shaun Cassidy. Les narrateurs incluent Warwick Evans, Carl Wayne, Adrian Zmed, David Soul et Marti Pellow. Alex Harland a joué le petit rôle du facteur dans plus de 4 000 représentations.

### Productions australiennes
La première production australienne de Blood Brothers a été créée en août 1988 au York Theatre de Sydney où elle a duré trois mois : le casting comprenait Chrissy Amphlett dans le rôle de Mme Johnstone, Bob Baines dans le rôle du narrateur, Zoe Carides dans le rôle de Linda, Peter Cousens dans le rôle d'Edward et Russell Crowe dans le rôle de Mickey. En 1994, une production de Blood Brothers mis en scène par Bill Kenwright — qui avait supervisé le jeu dans le West End et sur Broadway — a ouvert à Melbourne et Sydney en été et en automne après avoir joué des dates à Wellington et Auckland NZ ce printemps : le casting inclus Stefan Dennis dans le rôle de Mickey, Delia Hannah dans le rôle de Mme Johnstone et David Soul dans le rôle du narrateur.
En 2013, Blood Brothers a été produit par la Harvest Rain Theatre Company de Brisbane jouant au Cremorne Theatre du 3 au 17 août : mis en scène par Tim O'Connor, la production mettait en vedette Amanda Muggleton dans le rôle de Mme Johnstone.
En 2015, Enda Markey a relancé Blood Brothers pour un engagement du 6 février au 15 mars au Hayes Theatre Co. La pièce a été produite par Enda Markey et mise en scène par Andrew Pole avec la direction musicale de Michael Tyack : la distribution comprenait Blake Bowden dans le rôle d'Edward, Michael Cormick dans le rôle du Narrateur, Helen Dallimore dans le rôle de Mme Johnstone et Bobby Fox dans le rôle de Mickey,.

### Broadway et tournée aux États-Unis
La production de Broadway a débuté le 25 avril 1993 au Music Box Theatre et s'est terminée le 30 avril 1995 après 840 représentations. Il a été co-mis en scène par Tomson et Kenwright. Plusieurs des acteurs britanniques ont fait leurs débuts à Broadway, y compris Lawrence dans le rôle de Mme Johnstone, O'Neill dans le rôle de Mickey, Graveson dans le rôle de Linda, Hutchinson dans le rôle d'Eddie et Evans dans le rôle du narrateur. Pour stimuler les ventes au box-office, Kenwright a persuadé Petula Clark de faire ses débuts à Broadway, en remplaçant Lawrence dans le rôle de Mme Johnstone, avec David et Shaun Cassidy comme fils. La comédie musicale a reçu des nominations aux Tony Awards pour la meilleure comédie musicale, le meilleur livret et la meilleure mise en scène, Lawrence (meilleure actrice), O'Neill (meilleur acteur) et Graveson (meilleure actrice en vedette) ont tous été nommés pour leurs performances dans la production originale de Broadway. 
Clark et David Cassidy ont également joué dans la tournée nationale américaine de 1994 à 1995. Ils ont également enregistré l'album de distribution international, avec Willy Russell dans le rôle du narrateur.

### Autres productions internationales

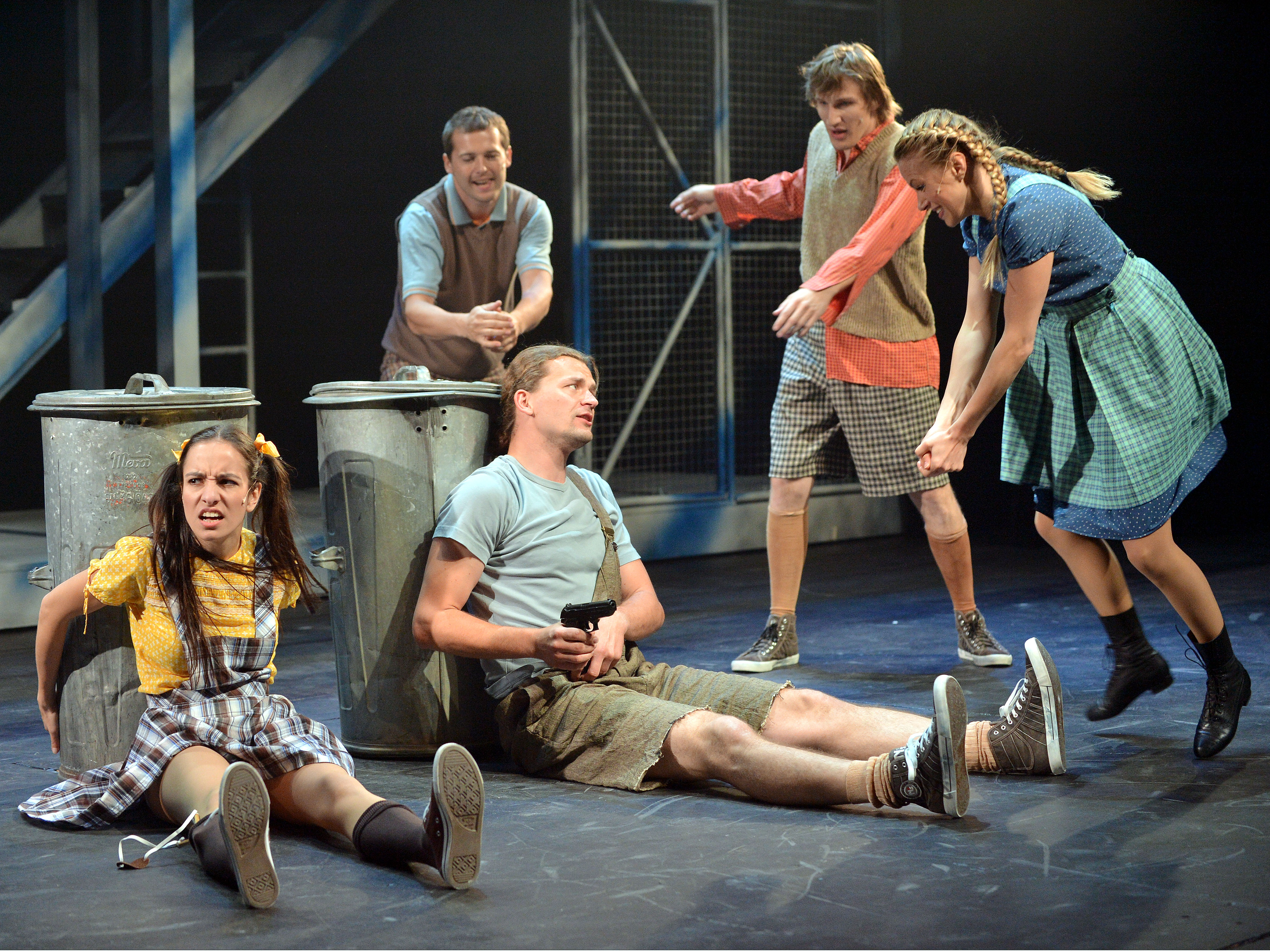
Représentation de Blood Brothers en République Tchèque en 2012.

En plus de ce qui précède, la comédie musicale a également été produite dans divers théâtres en Afrique du Sud (2012), en République tchèque, en Slovaquie, au Mexique, au Japon, en Corée et au Canada.

## Synopsis

### Acte I
Au début des années 1960, Mme Johnstone est lourdement endettée et ne peut pas subvenir aux besoins de ses sept enfants après que son mari l'ait quittée, alors elle prend un emploi de femme de ménage pour un couple local de grande classe, M. et Mme Lyons. Bientôt, elle découvre qu'elle est enceinte, mais elle peut à peine se permettre d'élever un autre enfant. Mme Johnstone chante, les événements qui se produisent dans sa vie. La première chanson décrit son mariage - son mari, a flirté avec elle lors d'un bal, et elle est tombée enceinte peu de temps après avoir commencé à sortir avec lui, les forçant à se marier rapidement. Elle s'est retrouvée enceinte quelques mois seulement après la naissance de leur premier enfant, et cela s'est manifestement produit plusieurs fois, car elle est maintenant enceinte pour la huitième fois.
Mme Lyons a désespérément besoin d'un bébé, mais est incapable d'en avoir et aimerait adopter un enfant, mais son mari, qui est en voyage d'affaires à l'étranger, n'aime pas l'idée. Mme Johnstone découvre qu'elle va avoir des jumeaux et explique à Mme Lyons qu'elle n'a pas les moyens d'élever deux bébés. Mme Lyons suggère alors que Mme Johnstone lui donne l'un des bébés (My Child). Mme Johnstone accepte avec appréhension et est obligée de jurer sur la Bible de respecter l'accord. Mme Johnstone a les jumeaux, et nomme les deux enfants Michael (connu sous le nom de Mickey tout au long de la pièce) et Edward en 1963, mais regrette ensuite d'avoir accepté d'en donner un (Easy Terms). Après avoir respecté son accord avec Mme Lyons, elle ment à ses autres enfants, disant que l'autre bébé est mort et qu'il est allé au paradis.
Mme Johnstone continue de travailler pour la famille riche, mais Mme Lyons sent qu'elle accorde trop d'attention à l'enfant qu'elle lui a donné. Elle congédie Mme Johnstone, qui veut emmener le bébé avec elle. Mme Lyons offre de l'argent que Mme Johnstone refuse. Mme Lyons menace Mme Johnstone en lui disant que « si les jumeaux séparés à la naissance apprennent qu'ils faisaient autrefois partie d'une paire, ils mourront tous les deux immédiatement » (Shoes Upon la table). Mme Lyons propose de nouveau l'argent à Mme Johnstone et part.
En 1970, Mickey, le fils de Mme Johnstone, rencontre Edward, l'autre jumeau, par hasard, et après avoir appris qu'ils partagent le même anniversaire, les deux garçons concluent un pacte pour devenir frères de sang, Mickey appelant Edward "Eddie". Mme Johnstone les trouve et renvoie Eddie en lui disant de ne pas revenir ou bien le "Bogey-man" l'attrapera. Plus tard dans la journée, Mickey se rend chez Eddie, mais Mme Lyons le jette dehors quand elle se rend compte qu'il est le jumeau séparé d'Edward. Elle et Eddie se disputent sur le sujet, et Eddie lui jure. Mme Lyons le gifle et regrette immédiatement sa réaction. Elle se rend compte qu'il a appris à jurer de Mickey.
Mickey joue avec des enfants du quartier, dont son amie Linda. Ensuite, il l'emmène voir Eddie, et les trois se faufilent pour jouer, mais sont attrapés par un policier alors qu'ils sont sur le point de lancer des pierres à travers une fenêtre. Mme Lyons s'inquiète de l'amitié d'Eddie avec Mickey, car elle a commencé à croire la superstition qu'elle avait elle-même inventée. Elle décide de déménager et persuade son mari, qui se rend compte qu'elle tombe malade et voit l'effet que les enfants les plus pauvres ont sur son fils. Quand Eddie dit au revoir, Mme Johnstone lui donne un médaillon avec une photo d'elle-même et de Mickey, et les garçons se séparent.
Peu de temps après, la famille Johnstone est relogée du bidonville condamné du centre-ville de Liverpool dans un nouveau conseil municipal dans la ville voisine de Skelmersdale (Bright New Day).

### Acte II
On retrouve les jumeaux à l'âge de 14 ans en 1977. La famille Johnstone profite d'une vie meilleure maintenant qu'elle a déménagé dans une nouvelle maison et un nouveau quartier, et elle n'a pas vu Eddie depuis tout ce temps. Mickey a le béguin pour Linda, qui s'intéresse évidemment à lui aussi, mais Mickey ne sait pas comment agir avec elle. Tous deux sont exclus de l'école après avoir insulté leur professeur. Pendant ce temps, Eddie est exclu de son internat pour avoir refusé de céder son médaillon à un professeur, mais il n'en parle pas à sa mère, même après qu'elle ai vu les photos (Secrets). Mme Lyons voit Mme Johnstone près de chez elle et ses inquiétudes resurgissent. Eddie et Mickey se rencontrent dans un champ, mais ne se reconnaissent pas au départ. Chacun voulant être comme l'autre avant de finalement se rendre compte qui est l'autre et de redevenir amis (That Guy). Mme Lyons confronte Mme Johnstone et l'accuse de suivre sa famille pour rester proche d'Edward ; Mme Lyons entre alors en colère et tente de tuer Mme Johnstone, mais est arrêtée et s'enfuit.
Quatre ans plus tard, en 1981 (lorsque la pièce a été écrite, reflétant le temps réel), Eddie, 18 ans, a des sentiments pour Linda mais n'a rien dit, car il sait que Mickey l'aime (I'm Not Saying a word). Eddie part pour l'université, mais pas avant d'encourager Mickey à demander à Linda de sortir ensemble. Pendant l'absence d'Eddie, Linda tombe enceinte, elle et Mickey sont mariés et emménagent avec Mme Johnstone, Mickey est alors licencié de son emploi d'usine en raison de la récession des années 1981, ce qui l'oblige à prendre le chômage peu avant Noël (Miss Jones). Eddie revient à Noël prêt à faire la fête et à s'amuser, mais Mickey se rend compte qu'ils sont maintenant très différents ; après une petite dispute avec Eddie, ils se séparent. Mickey est persuadé d'aider son frère Sammy dans un vol, pour gagner de l'argent pour soutenir Linda et le bébé. Le vol tourne mal et il devient complice d'un meurtre commis par Sammy. Il est condamné à sept ans de prison.
En prison, Mickey devient dépressif chronique. Lorsqu'il est libéré plus tôt pour un bon comportement, il est toujours dépendant des antidépresseurs. Il se retire et se détourne de Linda (Marilyn Monroe 3). Linda, incapable de soulager Mickey, contacte Eddie, qui est maintenant conseiller, et il leur trouve leur propre maison et un travail (Light Romance). Linda s'inquiète pour Mickey et rencontre Eddie. Mme Lyons les voit ensemble et en parle à Mickey, ce qui implique que les deux ont une liaison. Mickey, désemparé par «l'affaire» d'Eddie et Linda, attrape le pistolet que Sammy a caché avant d'être arrêté, puis se précipite vers les bureaux du conseil pour affronter Eddie (Madman).
Là, Eddie prononce un discours quand Mickey entre avec l'arme. Mickey demande pourquoi Eddie emporterait la seule bonne chose que Mickey avait - Linda. Eddie nie cette intention et la police entre, exigeant que Mickey pose l'arme. Mme Johnstone accourt et, pour tenter d'empêcher Mickey de tirer sur Eddie, dit la vérité aux deux frères. Mickey est désespère d'apprendre que ce n'est pas lui qui a été donné, car alors il aurait pu avoir une vie meilleure. Mickey, désemparé, fait un geste imprudent avec le pistolet vers Eddie. L'arme part en tuant Eddie, la police tire et tue Mickey. La prédiction superstitieuse de Mme Lyons s'est réalisée, et le narrateur se demande intervient (Tell Me It's Not True).

### Fin alternative
Dans une autre version, Mickey a un faux pistolet. Quand Mme Johnston se précipite pour l'arrêter et révèle la vérité, Mme Lyons tente de tirer sur Mickey afin de garder son propre enfant. Eddie entre et prend la balle, puis Mme Lyons tire sur Mickey avec rage. Cette version se termine par le monologue des narrateurs.

## Numéros musicaux
| Acte I - Overture – Orchestre, la troupe et le Narrateur - Marilyn Monroe – Mme. Johnstone et toute la troupe - Marilyn Monroe (Reprise) – Mme. Johnstone - My Child – Mme. Johnstone et Mme. Lyons - Easy Terms – Mme. Johnstone - Shoes Upon the Table – Narrateur - Easy Terms (Reprise) – Mme. Johnstone - Kids' Game – Linda, Mickey et l'ensemble - Gypsies in the Wood (Reprise of Shoes Upon the Table) - Narrateur - Bright New Day (Preview) – Mme. Johnstone - Long Sunday Afternoon / My Friend – Mickey et Eddie - Bright New Day – Mme. Johnstone et toute la troupe | Acte II - Entr'acte – instrumental - Marilyn Monroe 2 – Mme. Johnstone et toute la troupe - The Devil's Got Your Number – Narrateur - That Guy – Mickey et Eddie - Shoes Upon the Table (Reprise) – Narrateur - I'm Not Saying a Word – Eddie - Miss Jones – Mr Lyons, Miss Jones et toute la troupe - Marilyn Monroe 3 – Mme. Johnstone - Light Romance – Mme. Johnstone - Madman – Narrateur - Tell Me It's Not True – Mme. Johnstone et toute la troupe |

## Récompenses et nominations

### Production originale de Londres
| Année | Récompense             | Catégorie                 | Nomination       | Résultat |
| ----- | ---------------------- | ------------------------- | ---------------- | -------- |
| 1983  | Laurence Olivier Award | Best New Musical          | Best New Musical | Lauréat  |
| 1983  | Laurence Olivier Award | Best Actress in a Musical | Barbara Dickson  | Lauréat  |

### Reprise à Londres en 1988
| Année | Récompense             | Catégorie                 | Nomination       | Résultat   |
| ----- | ---------------------- | ------------------------- | ---------------- | ---------- |
| 1988  | Laurence Olivier Award | Best Actor in a Musical   | Con O'Neill      | Lauréat    |
| 1988  | Laurence Olivier Award | Best Actress in a Musical | Kiki Dee         | Nomination |
| 2010  | Laurence Olivier Award | Best Actress in a Musical | Melanie Chisholm | Nomination |

### Production originale de Brodway
| Année | Récompense       | Catégorie                                           | Nomination                   | Résultat   |
| ----- | ---------------- | --------------------------------------------------- | ---------------------------- | ---------- |
| 1993  | Drama Desk Award | Outstanding Actor in a Musical                      | Con O'Neill                  | Nomination |
| 1993  | Drama Desk Award | Outstanding Featured Actor in a Musical             | Mark Michael Hutchinson      | Lauréat    |
| 1993  | Tony Award       | Best Musical                                        | Best Musical                 | Nomination |
| 1993  | Tony Award       | Best Book of a Musical                              | Willy Russell                | Nomination |
| 1993  | Tony Award       | Best Performance by a Leading Actor in a Musical    | Con O'Neill                  | Nomination |
| 1993  | Tony Award       | Best Performance by a Leading Actress in a Musical  | Stephanie Lawrence           | Nomination |
| 1993  | Tony Award       | Best Performance by a Featured Actress in a Musical | Jan Graveson                 | Nomination |
| 1993  | Tony Award       | Best Direction of a Musical                         | Bill Kenwright et Bob Tomson | Nomination |